# Municipio de Everts
El municipio de Everts (en inglés: Everts Township) es un municipio ubicado en el condado de Otter Tail en el estado estadounidense de Minnesota. En el año 2010 tenía una población de 658 habitantes y una densidad poblacional de 7,37 personas por km².

## Geografía
El municipio de Everts se encuentra ubicado en las coordenadas 46°19′46″N 95°42′29″O / 46.32944, -95.70806. Según la Oficina del Censo de los Estados Unidos, el municipio tiene una superficie total de 89.27 km², de la cual 59,93 km² corresponden a tierra firme y (32,87 %) 29,34 km² es agua.

## Demografía
Según el censo de 2010, había 658 personas residiendo en el municipio de Everts. La densidad de población era de 7,37 hab./km². De los 658 habitantes, el municipio de Everts estaba compuesto por el 98,78 % blancos, el 0,15 % eran afroamericanos, el 0,3 % eran amerindios, el 0,15 % eran asiáticos y el 0,61 % eran de una mezcla de razas. Del total de la población el 0,3 % eran hispanos o latinos de cualquier raza.